# Лочкий Врх (Бенедикт)
Лочкий Врх (словен. Ločki Vrh) — поселення в общині Бенедикт, Подравський регіон‎, Словенія.